# Alien Abduction: Incident in Lake County
Alien Abduction: Incident in Lake County (phiên bản bên Úc mang tên Alien Abduction: The McPherson Tape) là một bộ phim kinh dị giả tài liệu của đạo diễn Dean Alioto. Đây là phiên bản có kinh phí lớn hơn của bộ phim The McPherson Tape, và được phát sóng ban đầu trên kênh UPN vào ngày 18 tháng 1 năm 1998. Kristian Ayre thủ vai Tommy, chàng thiếu niên sinh sống ở quận Lake, Montana, đang làm một bộ phim về bữa tối Lễ Tạ ơn của gia đình mình thì bất chợt bị người ngoài hành tinh tấn công và bắt cóc.

## Cốt truyện
Đoạn phim bắt đầu với những gì trông có vẻ như là một video gia đình bình thường nói về nhà McPherson tụ tập cho bữa tối Lễ Tạ ơn. (Đoạn phim này sau cùng bị gián đoạn với các cuộc phỏng vấn chuyên gia không thường xuyên về chủ đề UFO, người ngoài hành tinh bắt cóc và các chủ đề liên quan) Vì bị mất điện trong bữa tối, Kurt và Brian ra ngoài kiểm tra cầu chì; Tommy vác máy ảnh theo sau. Sau khi tìm thấy cầu chì bị cháy và nóng chảy một phần, họ tiến vào rừng điều tra một máy biến áp đang phóng ra tia lửa.
Họ phát hiện một chiếc UFO đang đậu tại một cánh đồng gần đó. Khi họ quan sát từ chỗ ngọn cây, hai người ngoài hành tinh thoát ra khỏi con tàu và sử dụng súng phóng tia laser bắn vào một con bò. Bất chấp nỗ lực che giấu thân phận, ba sinh vật này vẫn bị phát hiện. Một trong những người ngoài hành tinh cầm súng lên và làm bỏng tay Brian. Họ vội vàng quay trở lại ngôi nhà và cố gắng thuyết phục gia đình đượm vẻ hoài nghi bỏ trốn trong khi vẫn còn thời gian. Họ nhìn thấy luồng ánh sáng kỳ lạ ngay trên bầu trời và một sinh vật dạng người đầy lông lá đứng bên ngoài cửa sổ, nhưng cả nhà từ chối tin vào câu chuyện của hai anh em cho đến khi Tommy cho họ xem cuốn băng. Đột nhiên, một tiếng rít tần số cao khiến tất cả mọi người, trừ cô bé 5 tuổi Rosie đều bất động ngay tại chỗ. Khi tiếng rít này dừng lại, Kurt gắn đèn pin vào khẩu shotgun và quyết định đưa mọi người lên xe tải và rời khỏi đây ngay lập tức.
Xe tải không thể nào nổ máy được. Ác quy bị tan chảy nên họ đành phải quay trở lại ngôi nhà. Khi đang xem xét tình hình thì bỗng dưng nghe thấy âm thanh lạch cạch từ mái nhà và phát giác một người ngoài hành tinh đã xâm nhập qua khung cửa sổ đang mở toang. Kurt vội leo lên cầu thang và bắt đầu lùng sục quanh đây. Tommy nhân cơ hội đi vào phòng ngủ của mình và thay chiếc quần bẩn thỉu thì bị phục kích một người ngoài hành tinh phục kích—sinh vật lạ này đẩy anh ta rơi vào trạng thái thôi miên, điều tra máy ảnh và ném đi, khiến Tommy không còn nhớ gì về cuộc chạm trán này nữa. Tommy bất chợt bị đánh thức bởi tiếng la hét của Kurt lúc này đang mắc kẹt với một người ngoài hành tinh trong căn phòng liền kề. Họ được chào đón bằng một phát tia laze và Kurt phản công bằng chính khẩu shotgun của mình. Mọi người vội lui xuống tầng dưới.
Một quả cầu ánh sáng bay vào nhà và khiến Renee hôn mê. Kurt và Brian đi ra ngoài để cố gắng thay ắc quy xe tải trong nỗ lực cuối cùng hòng đưa gia đình đến nơi an toàn và đem Renee đến bệnh viện. Có vẻ như vài phút sau khi họ rời đi, bên ngoài đã nghe thấy tiếng súng và ánh đèn bắt đầu nhấp nháy. Những người còn lại trải qua một loạt ảo ảnh về thính giác và thị giác sống động mà chỉ có mỗi mình Rosie là không bị sao cả. Tommy đặt máy ảnh xuống, và trong một khoảnh khắc khi cô ấy chỉ còn lại một mình, Rosie lấy đạn ra khỏi khẩu súng shotgun còn lại. Sau đó, tất cả mọi người (trừ Rosie) đều cảm thấy bỏng rát sau gáy để rồi mới phát hiện ra vết bỏng hình tam giác.
Cả nhóm trở nên cuồng loạn khi nghe thấy nhiều tiếng súng hơn bên ngoài. Họ vội lao ra thì Tommy tìm thấy một vài khẩu shotgun nhưng không phải là của anh em họ. Máy quay lia về phía khu rừng để lộ ra những luồng sáng kỳ lạ và hai bóng người đang tiến lại gần. Mọi người đua nhau trở lại nhà mà họ đã tự rào chắn lại. Máy ảnh bị rơi xuống đất và chuyển sang màu đen. Tommy bèn thốt lên trong trạng thái hoảng sợ đầy nước mắt và tự hỏi liệu mình có còn sống để nhìn thấy ngày mai nữa hay không. Anh ta tìm kiếm khắp các căn phòng và bất ngờ chạm mặt một người ngoài hành tinh. Tommy làm rơi máy ảnh và đứng đơ ra trong trạng thái giống như xuất thần. Đoạn phim dừng lại. Kể từ đó chẳng còn ai được nhìn thấy cả gia đình và khách viếng thăm nơi đây nữa.

### Kết thúc thay thế
Kết thúc thay thế được nhà sản xuất giới thiệu trong một phiên bản mở rộng của bộ phim này, có sẵn sau khi chương trình đầu tiên được phát sóng. Theo nội dung của phần kết thay thế này thì cả gia đình đang vào lại ngôi nhà và sau cái chết của Renee, những thành viên còn sống sót quây quần bên bàn ăn để lấy lại sức lực và tinh thần. Người ta ngụ ý rằng Rosie đã mở khóa cửa trước vì những người ngoài hành tinh xâm nhập vào ngôi nhà và khuất phục gia đình bằng thứ trông có vẻ như là siêu năng lực. Một người ngoài hành tinh vô hiệu hóa máy ảnh khi gia đình đang bước theo sau những người ngoài hành tinh khác ra khỏi ngôi nhà của họ tiến về phía UFO.

## Sản xuất
Phim do hãng Kenneth Cueno Productions sản xuất, và Dean Alioto làm đạo diễn, bộ phim miêu tả một gia đình tên là McPherson bị người ngoài hành tinh bắt cóc ở quận Lake, Montana.  Đây là phiên bản làm lại của The McPherson Tape, một bộ phim giả tài liệu/giật gân theo kiểu video gia đình do cùng một đạo diễn tạo ra. Thực tế là đây là bản làm lại của một cuốn băng khác đã dẫn đến sự nhầm lẫn đâu là cuốn băng gốc và tranh cãi về việc liệu bản gốc có thể xác thực hay không. Điều này là do hầu hết đều không biết rằng The McPherson Tape thực chất là một tác phẩm hư cấu. Toàn bộ "sự cố" đã được nam diễn viên đóng vai cậu con trai 16 tuổi của McPherson ghi lại trên một chiếc máy quay phim tại nhà và có ý định làm giống như một thước phim về các sự kiện có thật.

## Tranh cãi
Chương trình này đã gây ra một mức độ nhầm lẫn và tranh cãi triền miên khi tập phim truyền hình ban đầu lặp lại những sự cố làm xáo trộn thực tế trước đó y như chương trình phát thanh trên đài War of the Worlds của Orson Welles. Rất giống chương trình phát sóng của Orson Welles, bộ phim Alien Abduction: Incident in Lake County được phát sóng trên kênh UPN ngay sau phim Real Vampires: Exposed!, cung cấp một cuộc điều tra kiểu như báo lá cải về ma cà rồng, khiến một số người xem tin tưởng rằng Alien Abduction: Incident in Lake County cũng mô tả các sự kiện có thật ngoài đời. Một cách khác khiến video này đánh lừa người xem, đó là cách quay video. Phong cách này sẽ sớm được phổ biến thông qua phim The Blair Witch Project. Giới nghiên cứu về UFO, bao gồm cả Stanton T. Friedman đều không được các nhà sản xuất chương trình thông báo về bản chất của chương trình này, và tranh cãi xen kẽ với nhầm lẫn còn tập trung vào việc thiếu hẳn lời cảnh báo. Chương trình này được cho là dựa trên một sự kiện có thật, tuy nhiên đoạn băng mà nhiều người cho là "nguyên gốc" mà nội dung chương trình dựa hẳn vào đây, thực ra lại là một bộ phim giật gân khoa học viễn tưởng khác của cùng một đạo diễn.
Những cuộc tranh luận về tính chất chơi khăm của chương trình này đã xảy ra trên các phòng trò chuyện và bảng tin Internet, mà tình trạng của chương trình này là hư cấu được phơi bày là nhờ vào nhân vật Tommy McPherson được liên kết với nam diễn viên Kristian Ayre. Chương trình còn được nhiều người chứng minh là một trò lừa bịp khi cuộc phỏng vấn với Sở Cảnh sát trưởng quận Lake nói rằng không có ai tên McPherson sống ở quận Lake vào thời điểm đó. Một số người xem tiếp tục khẳng định rằng các phần của chương trình này là bịa đặt nhưng bản thân trải nghiệm của McPhersons là có thật, và những người khác nghi ngờ bản thân chương trình là bằng chứng của một thuyết âm mưu về UFO. Chương trình sau đó đã được phát sóng tại New Zealand trên kênh TVNZ 2, với tuyên bố từ chối trách nhiệm rằng tính xác thực của chương trình này vẫn là 'một chủ đề gây tranh cãi' ở nước Mỹ. Tuy vậy, TVNZ đã cắt đoạn giới thiệu êkíp làm phim của chương trình này nhằm "ngăn [cản] khán giả New Zealand lưu ý rằng gia đình McPherson là do các diễn viên đóng vai."
Nhóm nhân viên làm chương trình của TVNZ đã nhận định chủ đề của tác phẩm giả tài liệu khiến bộ phim này biến thành một sự giả mạo rõ ràng.